# Ethel Smith
Ethel M. Smith (Toronto, 5 de julho de 1907 - Toronto, 31 de dezembro de 1979) foi uma atleta e campeã olímpica canadense.
De infância pobre, ela deixou os estudos aos 14 anos para trabalhar e ajudar a família. Depois do trabalho, ela procurava praticar todos os esportes que podia. Em 1924, aos 17 anos, venceu uma corrida promovida pela Beaches Businessman’s Association, e isso a levou  se tornar corredora velocista. Em 1927, ela venceu a prova das 220 jardas do campeonato canadense e foi convocada para a equipe olímpica do país que disputaria os próximos Jogos Olímpicos.
Em Amsterdã 1928, ela ficou com a medalha de bronze na primeira prova de que participou, os 100 m rasos, atrás de sua compatriota Fanny Rosenfeld, prata, e da norte-americana Betty Robinson, campeã olímpica igualando o recorde mundial vigente de 12s2. Cinco dias depos, ela participou do revezamento 4x100 m junto com Rosenfeld, Jane Bell e Myrtle Cook, que derrotou as norte-americanas e conquistou a medalha de ouro com um novo recorde olímpico e mundial.
Depois dos Jogos, Smith ainda competiu em 1929 nos Millrose Games, nos EUA, e encerrou a carreira vencendo as 60 jardas do campeonato da província de Ontário, no Canadá, no mesmo ano.